# Thành Hòa
Thành Hòa là một xã thuộc huyện Văn Lãng, tỉnh Lạng Sơn, Việt Nam.
Xã Thành Hòa có diện tích 26,56 km², dân số năm 1999 là 1.586 người, mật độ dân số đạt 60 người/km².
Theo thống kê năm 2019, xã Thành Hòa có diện tích 26,56 km², dân số là 1.576 người, mật độ dân số đạt 59 người/km².